# Oberried am Brienzersee
Oberried am Brienzersee is een gemeente en plaats in het Zwitserse kanton Bern, en maakt deel uit van het district Interlaken-Oberhasli.
Oberried am Brienzersee telt 463 inwoners.